# Masque Mowei

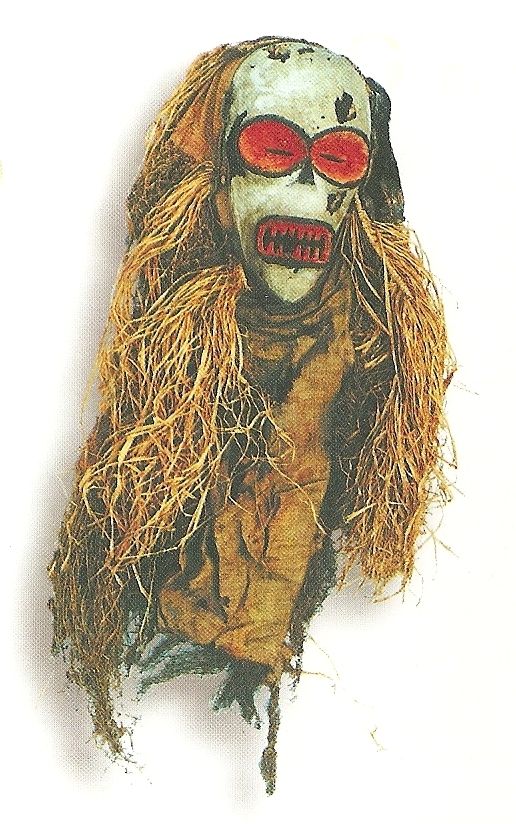
Masque Mowei

Le masque Mowei est un masque traditionnel gabonais originaire du groupe ethnique Mitsogo dans la région de Ngounié, au sud du Gabon.

## Description
Le masque représenté ci-dessus fait 33 cm de hauteur pour 17 cm de largeur et 16 cm de profondeur. Il est taillé dans du bois de gbésanga et est peint de couleurs rouge, orangé, et blanche.
Son front proéminent et dégagé est entouré d'une fourrure de singe, d'un tissu et de lanières de raphia. Sa face est enduite de kaolin. Les yeux et la bouche sont rougis avec les graines rouges de rocouyer tonifiées et moulues.

## Utilisation
Ce masque représente une entité mâle apparaissant à l'aube, lors des rituels de passage à l'âge adulte, de décès et de deuil, notamment dans les sociétés initiatiques Bwété. Le masque est porté exclusivement dans le sanctuaire, et dans la forêt.